# Арбашка
Арба́шка (чув. Урпаш) — река в России, протекает по Красночетайскому и Ядринскому районам Чувашской Республики. Устье реки находится в 28 км от устья Вылы по левому берегу. Длина реки составляет 14 км.
Исток около деревни Кумаркино. Исток и первый километр течения находятся в Красночетайском районе, прочее течение — в Ядринском. Протекает около деревень Бобылькасы, Нижние Ачаки, Хочашево и южнее деревни Симекейкасы впадает в Вылу.

## Данные водного реестра
По данным государственного водного реестра России относится к Верхневолжскому бассейновому округу, водохозяйственный участок реки — Сура от устья реки Алатырь и до устья, речной подбассейн реки — Сура. Речной бассейн реки — (Верхняя) Волга до Куйбышевского водохранилища (без бассейна Оки).
Код объекта в государственном водном реестре — 08010500412110000040339.